# Dicamptodon tenebrosus
Dicamptodon tenebrosus é uma espécie de anfíbio caudado pertencente à família Dicamptodontidae. Pode ser encontrada no Noroeste Pacífico da América do Norte.